# Finland vid Europamästerskapen i friidrott 2006
Finland skickade en trupp på 49 friidrottare till Europamästerskapen i friidrott 2006 i Göteborg. Truppens målsättning var 2 medaljer och dess främsta stjärnor var spjutkastaren Tero Pitkämäki och släggkastaren Olli-Pekka Karjalainen. Även mästaren i maraton från Europamästerskapen 2002, Janne Holmén var med.
| Europamästerskapen i friidrott 2006, medaljer Finland |         |      |        |       |        |
| Plats                                                 | Land    | Guld | Silver | Brons | Totalt |
| 12                                                    | Finland | 1    | 2      | 0     | 3      |

## Resultat

### Herrar
| Gren           | Dag             | Friidrottare                                                            | Omgång          | Placering | Resultat |
| -------------- | --------------- | ----------------------------------------------------------------------- | --------------- | --------- | -------- |
| 100m           | 7.8.            | Jarkko Ruostekivi                                                       | Andra omgången  | 14.       | 10,48    |
| 100m           | 7.8.            | Simo Sipilä                                                             | Andra omgången  | 32.       | 10,73    |
| 100m           | 7.8.            | Nghi Tran                                                               | Andra omgången  | 30.       | 10,67    |
| 200m           | 7.8.            | Tommi Hartonen                                                          | Första omgången | 39.       | 21,22    |
| 1500m          | 7.8.            | Jonas Hamm                                                              | Kval            | Avbröt    | Avbröt   |
| Maraton        | 13.8.           | Janne Holmén                                                            | Final           | 7.        | 2:13:10  |
| Maraton        | 13.8.           | Jaakko Kero                                                             | Final           | 36.       | 2:27:45  |
| Maraton        | 13.8.           | Francis Kirwa                                                           | Final           | 28.       | 2:21:05  |
| Maraton        | 13.8.           | Tuomo Lehtinen                                                          | Final           | Avbröt    | Avbröt   |
| 3000m hinder   | 9.8. och 11.8.  | Jukka Keskisalo                                                         | Final           | Guld      | 8.24,89  |
| 110m hinder    | 11.8.           | Marko Ritola                                                            | Första omgången | 19.       | 13,82    |
| 110m hinder    | 11.8.           | Juha Sonck                                                              | Första omgången | 25.       | 13,91    |
| 110m hinder    | 11.8.           | Olli Talsi                                                              | Första omgången | 21.       | 13,87    |
| 50km gång      | 10.8.           | Antti Kempas                                                            | Final           | Avbröt    | Avbröt   |
| 50km gång      | 10.8.           | Jarkko Kinnunen                                                         | Final           | 14.       | 3:56:54  |
| Höjd           | 7.8. och 9.8.   | Oskari Frösén                                                           | Final           | 9.        | 227      |
| Höjd           | 7.8. och 9.8.   | Heikki Taneli                                                           | Kval            | 19.       | 219      |
| Höjd           | 7.8. och 9.8.   | Osku Torro                                                              | Kval            | 23.       | 215      |
| Stav           | 10.8. och 13.8. | Matti Mononen                                                           | Final           | 4.        | 565      |
| Kula           | 7.8.            | Conny Karlsson                                                          | Kval            | 19.       | 19,18    |
| Kula           | 7.8.            | Ville Tiisanoja                                                         | Final           | 11.       | 19,48    |
| Kula           | 7.8.            | Mika Vasara                                                             | Kval            | 21.       | 18,95    |
| Diskus         | 10.8. och 12.8. | Mikko Kyyrö                                                             | Kval            | 18.       | 58,59    |
| Diskus         | 10.8. och 12.8. | Mika Loikkanen                                                          | Kval            | 22.       | 56,08    |
| Slägga         | 9.8. och 12.8.  | Olli-Pekka Karjalainen                                                  | Final           | Silver    | 80,84    |
| Slägga         | 9.8. och 12.8.  | David Söderberg                                                         | Kval            | 18.       | 72,49    |
| Spjut          | 7.8. och 9.8.   | Tero Pitkämäki                                                          | Final           | Silver    | 86,44    |
| Spjut          | 7.8. och 9.8.   | Tero Järvenpää                                                          | Kval            | 17.       | 75,21    |
| Spjut          | 7.8. och 9.8.   | Teemu Wirkkala                                                          | Kval            | 13.       | 79,05    |
| Tiokamp        | 10. - 11.8.     | Jaakko Ojaniemi                                                         | Final           | Avbröt    | Avbröt   |
| Tiokamp        | 10. - 11.8.     | Lassi Raunio                                                            | Final           | 19.       | 7462     |
| 4x100m stafett | 12.8. och 13.8. | Tommi Hartonen, Jarkko Ruostekivi, Timo Salonen, Simo Sipilä, Nghi Tran | Kval            | 10.       | 39,67    |

### Damer
| Gren           | Dag             | Friidrottare                                                 | Omgång          | Placering | Resultat |
| -------------- | --------------- | ------------------------------------------------------------ | --------------- | --------- | -------- |
| 100m           | 8.9.            | Heidi Hannula                                                | Första omgången | 24.       | 11,64    |
| 200m           | 10.8.           | Sari Keskitalo                                               | Första omgången | 16.       | 23,55    |
| 400m           | 8.8.            | Kirsi Mykkänen                                               | Första omgången | 22.       | 53,34    |
| Maraton        | 12.8.           | Maija Oravamäki                                              | Final           | 18.       | 2.39:17  |
| 100m hinder    | 10.8.           | Johanna Halkoaho                                             | Första omgången | 25.       | 13,47    |
| 100m hinder    | 10.8.           | Piia Roslund                                                 | Första omgången | 18.       | 13,35    |
| 400m hinder    | 7.8.            | Ilona Ranta                                                  | Första omgången | Avbröt    | Avbröt   |
| Längd          | 11.8.           | Natalia Kilpeläinen                                          | Kval            | 24.       | 6,15     |
| Tresteg        | 8.8.            | Natalia Kilpeläinen                                          | Kval            | 16.       | 13,66    |
| Slägga         | 7.8.            | Sini Pöyry                                                   | Kval            | 14.       | 65,72    |
| Slägga         | 7.8.            | Merja Korpela                                                | Kval            | 31.       | 60,86    |
| Spjut          | 12.8. och 13.8. | Kirsi Ahonen                                                 | Kval            | 24.       | 53,33    |
| Spjut          | 12.8. och 13.8. | Mikaela Ingberg                                              | Final           | 10.       | 56,70    |
| Spjut          | 12.8. och 13.8. | Paula Tarvainen                                              | Final           | 11.       | 55,59    |
| Sjukamp        | 7.8. - 8.8.     | Niina Kelo                                                   | Final           | 15.       | 5956     |
| Sjukamp        | 7.8. - 8.8.     | Maija Kovalainen                                             | Final           | 18.       | 5874     |
| Sjukamp        | 7.8. - 8.8.     | Salla Käppi                                                  | Final           | 19.       | 5849     |
| 4x100m stafett | 12.8. och 13.8. | Heidi Hannula, Sari Keskitalo, Johanna Manninen, Ilona Ranta | Kval            | 11.       | 44,32    |